# زمرة طوبولوجية
الزمرة الطوبولوجية في الرياضيات هي زمرة G مع طوبولوجيا الزمرة G بحيث أن العمليات الثنائية على الزمرة ومقلوب الزمرة تكون مستمرة.

## التعريف الرسمي
الزمرة الطبولوجية G هي فضاء طوبولوجي وزمرة بحيث أن العمليات التالية على الزمرة هي توابع مستمرة.
{\displaystyle G\times G\to G:(x,y)\mapsto xy}
وَ
{\displaystyle G\to G:x\mapsto x^{-1}}
هنا G × G تعتبر على أنها فضاء طوبولوجي باستخدام الجداء الطوبولوجي.